# Melanozosteria triangulata
Melanozosteria triangulata är en kackerlacksart som först beskrevs av Brunner von Wattenwyl 1893.  Melanozosteria triangulata ingår i släktet Melanozosteria och familjen storkackerlackor. Inga underarter finns listade i Catalogue of Life.